# ラインホルド・ニーバー
ラインホルド・ニーバー（英語：Reinhold Niebuhr, 1892年6月21日 - 1971年6月1日）は、アメリカの自由主義神学者、政治や社会問題についてのコメンテーターである。1920年代に左派の牧師として登場し、1930年代には新正統主義へと立場を変え、どのように傲慢(英語:pride)の罪が悪をこの世に作りだすかを説明した。そして、キリスト教的リアリズムとして知られる神学に影響を受けた哲学的な考え方を作りだした。
ニーバーは、現実に取り組むことのない空想的な理想主義（ユートピアニズム）を非難し、1944年『光の子と闇の子』では以下のように書いている。
「正義を取り扱うことのできる人間の能力が民主主義を可能にする。しかし、不正義に陥りがちな人間の傾向が民主主義を必要とする。」
1945年以降、ニーバーのリアリズムは深化したとされ、結果としてソビエト連邦と対峙するアメリカの支援に彼を導いたとされる。
歴史家のアーサー・シュレシンジャー・ジュニアはニーバーを「20世紀で最も影響力のあるアメリカの神学者」と評し、『タイム』は死後にニーバーを「ジョナサン・エドワーズ以来のアメリカで最も偉大なプロテスタントの神学者」と呼んだ。
キリスト教的な教義と結びつけられた、外交問題についてのリアリズム及び近代的「正しい戦争」についての提言によって、長きにわたって社会的な影響力を保持した。ニーバーの、政治・宗教観は、多くのリベラルに影響を与え、「現実主義的な」対外政策を後押しすることとなった。マイルス・ホートンやマーティン・ルーサー・キング・ジュニアなどの活動家たちやアメリカの対外政策についての近年のリーダーたち、ジミー・カーター、マデレーン・オルブライト、ヒラリー・クリントン、ジョン・マケイン、バラク・オバマなどは、彼ら自身へのニーバーの重要性を認めている。

## 生涯

### 青年時代と教育
ニーバーは、ミズーリ州ライトシティ(Wright City)に生まれた。父は、ドイツ系移民のアメリカ人、グスタフ・ニーバーで、母はその妻リディアであった。彼の父は、ドイツ福音派の牧師であり、ドイツで定着していたプロシア教会連合(Prussian Church Union)のアメリカ分派であった。現在、それはキリスト連合教会の一部となっている。家族は家ではドイツ語を話した。彼の弟 H・リチャード・ニーバー は、有名な宗教史家となって、彼の妹のハルダ・ニーバーはシカゴで神学教授となった。
ラインホルド・ニーバーは、イリノイ州のエルムハースト(Elmhurst college)大学に通い、1910年に卒業した。 彼は、ミズーリ州ウェブスターグローブのエデン神学校(Eden Theological Seminary)で学び、イェール神学校(Yale Divinity School)に通って、神学の学士号を1914年に取得した。次の年には、修士号を得た。後にニーバーは、この時に博士号まで取らなかったことを後悔した。ドイツ系アメリカ人としてしつけられてきたことによる地方的な偏狭さから、エール（神学校）は私を知的に解放してくれた、とニーバーは後に語っている。

### 結婚と家族
1931年に、ニーバーは、ウルスラ・ケッペル・コンプトンと結婚した。彼女は、イングランド教会の一員であり、オックスフォード大学で神学と歴史の教育を受けていた。彼女は修士号のためにユニオン神学校での研究中に、ニーバーと出会った。彼女自身が設立を助けたバーナード・カレッジ（コロンビア大学の提携校で女性単科大学）で何年もの間、教職に就き、後に宗教研究学部の議長となった。ニーバー夫妻は二人の子供をもうけた。クリストファー・ニーバーと、エリザベス・シフン・ニーバーである。ウルスラ・ニーバーは、彼女の議会図書館の専門論文に、いくつかのニーバーの後期の著作を、ニーバーがウルスラと共同執筆したということを示す証拠を残した（ただし、共同執筆については疑義がある）。

### デトロイト
1915年、ニーバーは牧師に叙任された。ドイツ福音派特命会議は、ニーバーに、ミシガン州、デトロイトの聖所福音教会への勤務を命じた。着任当初、65人の信徒であったが、彼が退任する1928年には700人近くに増えていた。この信徒の増加は、ドイツ系アメリカ人コミュニティ内部だけに留まらず、成長著しい自動車産業の仕事にひきつけられてデトロイトに集まった人々の心をも動かすことのできる彼の能力を示している。1900年代のデトロイトは、アメリカで四番目に大きい都市となっていた。デトロイトには、多くの東・南部ヨーロッパのユダヤ人、カトリックの移民だけでなく、黒人・白人のアメリカ南部の田舎からの出稼ぎ労働者も、集まっていた。彼らは仕事と、限られた住居を得るために争い、都市の急速な変化と、社会的な緊張の増加は、白人至上主義の秘密結社 クー・クラックス・クランの増長に寄与した。1925年にはそのピークに達した。

#### 第一次世界大戦
アメリカが第一次世界大戦に突入した時、ニーバーは、デトロイトにあるドイツ語を話す小さな信徒団の無名の牧師にすぎなかった（1919年にはドイツ語の使用は中止された）。アメリカ及び近くのカナダのドイツ系アメリカ人の全ての文化は、（アメリカ、ドイツへの）二重忠誠の疑いのために、攻撃にさらされていた。ニーバーは繰り返しアメリカに対する忠誠の必要を主張し、雑誌において、全国のドイツ系アメリカ人に対して、愛国的であることを懇願したことで、読者を得た。 しかし、神学的には彼が行ったことは、国家への忠誠の問題以上のことである。つまり、彼は愛国主義と平和主義から、現実主義的な倫理的な立場・ものの見方を生み出そうとしたのである。多くの理想主義者・平和主義者たちがつかみ損なっている倫理に対する挑戦的な力によって生じた危険を、ニーバーは現実的に取り扱うことを試みた。戦争の間、ニーバーも彼の所属する分派に、戦争厚生委員会の事務局長として仕えた。一方で、デトロイトでの牧師の地位も維持した。心の内では平和主義者で、彼は妥協を必要なものと考え、正義のために妥協をしながら。平和を見出すために戦争を進んで支援しようとした。

#### 自動車産業
神学校卒業後、ニーバーは社会的福音を説いた。そして彼はフォードの労働者の非道徳的かつ安定感のない状況について非難し始めた。 ニーバーはその立場を左寄りとした。そして、労働者たちに対して産業主義がもたらした風紀の乱れに困惑することとなった。彼は、ヘンリー・フォードに対する辛辣な批判者となり、労働者の権利について説明する労働組合のまとめ役たちのために彼の説教壇を使用することを許した。ニーバーは、組み立てラインによって生じた劣悪な労働環境と、不安定な雇用環境を非難した。
工場における労働についてのニーバーの評価は、進歩主義的なオプティミズム（楽観主義）とは反するものになった。彼は日記に下記のように書いた。
「今日、私たちは、巨大な自動車工場の１つを経験した。鋳造工程が私に特に注意を向けさせた。暑さがひどく、労働者たちは疲れ切っているように見えた。ここでは、手作業が退屈な重労働であり、骨折り仕事が重労働である。労働者はいかなる満足も彼らの仕事から見出すことはできない。彼らは飯を食うために働くのである。彼らの汗と鈍い痛みは、私たち皆が走らす立派な車の代金として払われた価格の一部を占めている。そして私たちのほとんどは、どれぐらいの報酬が我々の乗る車の対価として彼らに支払われているのか知らない……。私たちには全責任がある。工場で生産されたものを私たちは欲しいと思う。そして、近代的工場の能率性が費やす人間的価値については、私たちは無感覚になっているのだ。」
ニーバーは組み立てラインの労働者と話すことはなかった（ニーバーの教区民多くは技能のある職人だったため）が、サミュエル・マーカス牧師とともに議論をした後で、無意識に自分の感情を彼らに投影したのだと、歴史学者のロナルド・H・ストーンは考えている。 組み立てラインの労働者のいくつかの研究が示すように、その仕事は退屈ななものになるだろう。しかし、労働者たちは複雑にモチベーションを保った。そして、彼らは単純作業に意義を見出すことができるようになった。多くの者が彼らの仕事を自慢し、彼らの息子たちを組み立てラインに置こうと努めた。フォードは試みはしたが、労働の傾向を制御しそこなったのである。
労働者との面接を通じた広範囲の社会学的調査の結果、労働者が彼らの仕事よりも、より自分の家庭生活を楽しむことに興味をもっていると経営者は結論づけた。フォード社の解決策とは、厚生資本主義である。比較的高い給与と、休暇や、退職後の年金等の手当てを充実させることで、退職率を低下させ、まず第一に家庭人に訴えた。
ニーバーのフォードと資本主義に対する批判は、進歩主義者陣営に共感を呼び、彼を全国的に有名にすることを助けた。 
彼の本格的なマルクス主義への関与は、デトロイトでは発展せず、1928年にニューヨークへと移った後、発展することになる。
1923年に、ニーバーはヨーロッパを訪れ、知識人や神学者と会った。フランスの占領下にあるドイツのラインラントの状況はニーバーを落胆させ、第一次世界大戦後ニーバーの採った平和主義の考えを強化させた。

### 1920年代 - 1930年代：増大する影響力
ニーバーは、デトロイトでの個人的な体験を書き留め、後に出版している。（1929年『冷笑家のノートからの数ページ』）彼はそのキャリアを通じて、執筆・出版を続け、そして雑誌『キリスト教会と危機』Christianity and Crisis の編集者の仕事も1941年から1966年の間勤めた。
1928年、ニーバーはデトロイトを出発しニューヨークへ向かった。ニューヨークのユニオン神学校で、実践神学の教授となるためである。1960年に引退するまで、残りのキャリア全てをここで過ごすことになった。ユニオン神学校での神学の指導をしながら、生徒の多くの学生に影響を与え、そこには反ナチズムの告白教会の牧師ディートリヒ・ボンヘッファーも含まれていた。なお、1955年から1960年にかけて、ニーバーは副学長を務めている。
ニーバーは、51人の著名なアメリカ人で形成する国際救済協会"International Relief Association (IRA)"の一員であった。これは、今日では"International Rescue Committee(IRC)"として知られている。 この協会の目的は、ヒトラー政権の政策に苦しむドイツ人を支援することであった。

#### ニーバーとデューイ
1930年代において、ニーバーはジョン・デューイに反対する知識人として、見られることがよくあった。両者とも職業的な論者であり、彼らの考えはしばしば衝突するにも関わらず、自由主義的知識人として同一の思想的なバックボーンをもち、同じ領域で権威をもっていた。ニーバーはエルサレム的宗教的伝統の強い支持者であり、デューイによって主張される非宗教的なアテネ的伝統を矯正するものとして見ていた。 1932年『道徳的人間と非道徳的社会』において、まだ執筆活動を始めたばかりのニーバーだったが、強くデューイの哲学を批判した。２年後、デューイの著作1934年『共通の信仰』A Common Faith の書評において、デューイの教育的かつ実用主義的な膨大な本文についての「宗教的な脚注」に対して、ニーバーは意外にも冷静に対応し、かつ敬意を表した。

### 新正統主義神学
1939年、ニーバーは、自身ののこれまでの神学的な遍歴を以下のように説明した。
| 「 | ……おおよそベルサイユの平和[1919]からミュンヘンの平和[1938]の間、聖職者として歩んできた道の中ほど当たりで、西洋の歴史の言葉で評価すれば、私はかなり徹底的な思想の転向(conversion)を経験することになった。その転向は、1915年に（聖職へと）乗り出した時、私が携えていた自由主義的な神学の概念のほとんど全てを拒絶することを意味していた。私は本を書いた、[『文明は宗教を必要とするか？』]、それは1927年であり、私にとって初めての本であり、それは今日、私が剣を突き出している想像上の敵をほとんど全て含んでいる。これらの想像上の敵は、これからすぐに倒れるに違いない。なぜなら続いて書かれた各々の本の中では、普通、自由主義的な文化と呼ぶものに対するさらなる反抗がはっきりと表明されているから。 | 」 |

1930年代において、罪と恩寵、愛と正義、信仰と理性、現実主義と理想主義、歴史の皮肉と悲劇について、ニーバーは、多くの概念・思想を作り上げた。そして、それは、神学の 新正統主義における彼のリーダーシップを揺るぎないものにした。カール・バルトや他の弁証法的神学者の強い影響を受けて、聖書が、神自身の啓示(self-revelation)についての人間の記録であることを強調し始めた。それは、危機的なしかし救いともなりえる、人間の本性と運命についての悟り(reorientation）をニーバーにもたらした。 ニーバーはその思想をキリスト中心的な理念の中に表現した。キリスト中心的な理念とは、最も重要な掟(Great Commandment)と原罪についての教理である。彼の主要な提案は、根源的な悪として、利己的な自己中心性をもつ傲慢(pride)の罪を、社会的な事象として捉えようとしたことである。傲慢の罪は、単に犯罪の中にだけ見出されるものではなくて、むしろ、もっと危険なことに、自己の行為に満足してしまっているような人々のうちに見出されるものである。例えばヘンリー・フォードのように（彼は決して名前を挙げて言及しなかったが）。善良な人々を堕落させがちな人間な傾向は、ニーバーが得た、優れた洞察であった。この傾向は、政府や、ビジネス、民主主義、空想的な社会、教会など、社会の色々なところではっきりと見ることができる。彼の著作の中でもっとも影響力の大きいものの１つである、1932年『道徳的な人間と非道徳的な社会』において、この立場は、思慮深く表明されている。独善的思い違いを避けることをニーバーはその思想の中心に据え、偽善や見せかけの告発者であった。独善的に聖書の戒律を守ろうと宗教に接近することは、不可能というだけでなく人間の原罪の実証でもある、とニーバーは主張する。その試みは自己愛として解釈される。自己愛を通じて、人間は自己の善良さに着目するようになり、「自己の善良さを＜独力で＞得ることができる」という誤った結論に飛躍する。このような誤りをニーバーは、「プロメテウス的思い違い」と呼ぶ。それ故に、自己を超越するには不完全なはずの能力を、自身の生命や世界を超えて自己の絶対的権威を証明する能力であると、人間は誤解するのである。絶えず、自然の設ける限界によって苛立たされている人間は、彼と、彼の全ての世界を破壊する力に対する渇望を増大させる。歴史とは、人間が自らが自身にもたらした危機と審判の記録である。それは、神が人間に彼の可能性を踏み越えることを許してはいないということの証明となる。「プロメテウス的思い違い」とは対照的に、自己神格化に打ち勝ち、建設的な人間の歴史を可能とする自己犠牲的な愛を、神は歴史の中に示す。特にイエス・キリストおいて、具現化されたように。

### 1930年代 - 1950年代：オピニオン・リーダーとして
1930年代の間、ニーバーは好戦的な政治派閥であるアメリカ社会党の、有名な指導者であった。しかし、偏屈なマルクス主義者が持つ信念を宗教、あるいは、ある点では内容のとぼしい宗教とみなすことによって、ニーバーは彼らを嫌っていた。 
1941年代には、彼は民主主義的行動のための連合(Union for Democratic Action)を共同設立した。この連合は、軍事的な干渉主義者が所属し、国際主義的対外政策をとり、親-労働組合的で、自由主義的国内政策をとった。そしてニーバーは連合が、1947年に民主主義的行動のためのアメリカ人たち(Americans for Democratic Action)へと転換するまで、唯一の代表であった。

#### 第二次世界大戦
キリスト教的リアリズムの枠組みの内部において、ニーバーは第二次世界大戦における、アメリカの行動、反共主義及び核兵器開発の支援者となった。しかし、ベトナム戦争には反対であった。第二次世界大戦の勃発時、ニーバーの自由主義の中にある平和主義的な要素は問題にされた。同じ自由主義者でも、自由主義的傾向の強い仲間の平和主義から距離をとり、断固として戦争の支持を主張した。平和志向の神学者・牧師のグループであった和解の共同体(Fellowship of Reconciliation)を離脱し、彼らにとって最も手厳しい批判者の一人となった。彼の同僚たちからの離脱はキリスト教的リアリズムとして知られる運動に発展した。ニーバーは多くの人たちに、戦争の第一の擁護者であったとみなされた。 ニーバーは第二次世界大戦中、連合軍を支援し、アメリカの参戦を支持した。非宗教的な領域においても宗教的な領域においても、著述家としてもユニオン神学校の教授としてもニーバーは人気があった。それ故に彼はアメリカ国内、あるいは海外においても強い影響力をもった。第一次世界大戦の経験から多くの聖職者たちが平和主義者としての立場を宣言する一方で、ドイツと日本による勝利がキリスト教信仰を脅かすだろうと、ニーバーは断じた。彼は、社会主義者との交友、社会主義的な意見と縁を切った。「罪はこの世界の一部分であり」、「正義は愛に優先する」、そして、「平和主義は絶対的な愛の象徴的な肖像であるが、罪を防ぐことはできない」というプロテスタントの信条を、ニーバーは意見の根拠とした。彼の反対者たちは、彼を好意的に評価することはなかったけれども、反対者たちとのやり取りはニーバーが知的に成熟することを助けた。

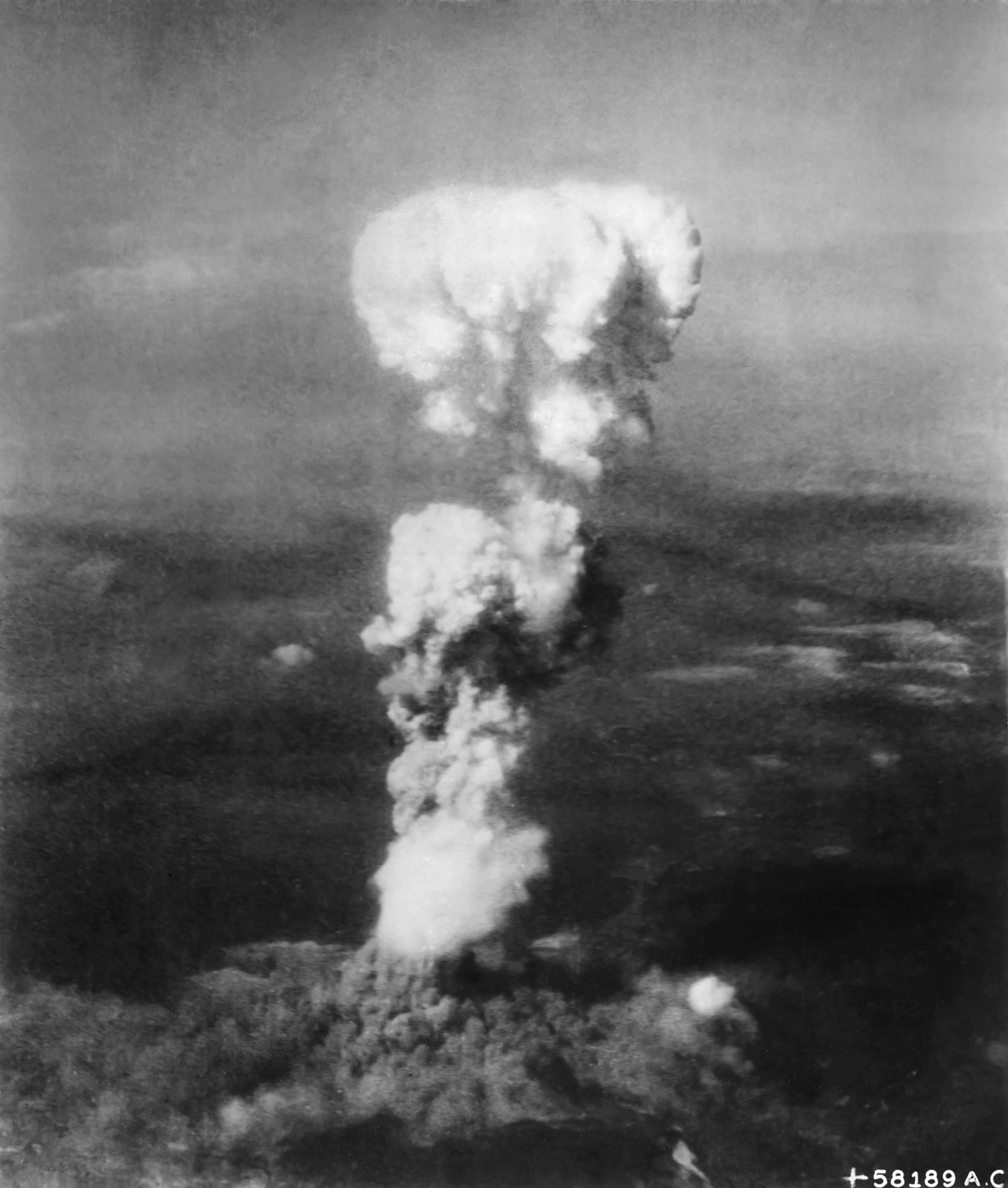
原爆のきのこ雲(広島)

雑誌「キリスト教の世紀」の編集者であるチャールズ・クレイトン・モリスンと、第二次世界大戦へのアメリカの参加について討論を行った時、モリスンとその平和主義的な支持者は、アメリカの役割は厳しく中立を保ち、和平による平和のみに関与すべきだと主張した。それに対して、ニーバーは自身が現実主義者であり、倫理的な目標を達成するために政治的な力を使用することには反対する、と主張した。モリスンと彼の支持者は、第一次世界大戦と、ケロッグ＝ブリアン条約の後に始まったこの戦争を不法とする運動を強く支持した。1931年の満州事変によって、条約の妥当性は疑われた。そして、1932年『道徳的人間と非道徳的社会』の出版に伴って、ニーバーは「キリスト教の世紀」と意見を異にし、干渉主義と武力外交を支持し、ついにルーズベルト大統領が1940年における選挙で再選するに至り、また彼自身の雑誌「キリスト教と危機」が出版されることとなった。 しかし、1945年8月6日の広島への原子爆弾の使用を、道徳的に弁護不能"morally indefensible"として非難した。
歴史家であり社会批評家のアーサー・M・シュレジンジャーJr., は、彼の受けた衝撃を以下のように語っている。
伝統的に、人間の弱さの思想は、法で定められた権威への服従への要求へ至っていた。しかし、ニーバーはそのような古来からの保守的な議論を拒否した。彼が明らかにしたのは、法で定められた権威こそが、よりいっそう自己の利益と自己欺瞞と独善の誘惑にさらされているということである。政治権力は政治権力によって、平衡が保たれなければならない。原罪は「自由」と「自己の統治」に人間の完全性の幻想よりも遥かに強い基礎を与えるということを、ニーバーは私と、多くの同時代人に対して確信させた。ニーバーの分析は、アウグスティヌスとカルヴァンのキリスト教信仰に基礎を置いている。しかし、それにも関らず彼は俗世的な集団に特別な親近感を持っている。理想主義（ユートピアニズム）や、メシアニズム（メシア信仰）や、人間の完全性の信仰に対するニーバーの警告は、今日において、我々の胸に響くものがある。歴史に対して、私たちは神の役割を果たすことはできない。私たちは、この見通しのきかない世界において、良識と、明瞭性と、正義に近いものを獲得できるように、出来る限りの力を尽くさなければならない。
ニーバーによるルーズベルト大統領の擁護は、彼を自由主義者の間で有名にした。一方で、歴史家モートン・ホワイトは、皮肉なタッチで以下のように書き留めている。
今生じている自由主義者たちのニーバーに対する陶酔は、わたしに言わせれば、人間の本性についての彼の陰気な理論とはあまり関係がない。むしろ、彼の現実の政治的宣告、多くの問題に対して、彼が明敏で、勇気があって、正しい考えを持っているという事実に、彼への陶酔の原因はある。彼の政治的手腕を賞賛する人々は、彼の人間本性についての理論に、あまりに依存しやすく、その理論を彼ら自身とニーバーの政治的合意の哲学的な証書として賞賛する。しかし、私が「ニーバーに対する不信心者」と呼ぶ人々の中にも、このあべこべの論理を辿っていって、結論に至る人は少ない。その結論とは、彼ら（ニーバーの追随者たちは）人間本性の彼の理論についての賞賛から、彼の神学的なバックグラウンドへの賞賛に移ることは無い、ということである。私は彼らを、どんな状況でも他の人と一線を画し、目立つことができるその手腕を賞賛してもよいかもしれない。しかし、彼らの首尾一貫性については賞賛することは、ほぼ確実にしないだろう。

#### 戦後
1939年8月、ヨシフ・スターリン が、アドルフ・ヒトラーとモロトフ=リッベントロップ協定を結んだあとで、ニーバーは社会主義的傾向を知られていた、いくつかの同調者の組織と、過去にいったんは断ち切られた関係を結び直した。1947年には、民主主義的行動のためのアメリカ人たち(Americans for Democratic Action)の設立を支援した。共産主義の拡大を封じ込める必要がある冷戦中、彼の思想はジョージ・ケナン、ハンス・モーゲンソウ、アーサー・M・シュレジンジャーJr.及び、他の現実主義者たちに影響を与えた。
1948年3月、彼にとって最後となったタイムでの特集記事においてホイッタカー・チャンバースは、ニーバーについて以下のように語った。
ほとんどのアメリカの自由主義者たちは、ニーバーのことを、信頼できる社会主義者であると考えている。また、彼がユニオン神学校とあいまいなつながりのあり、そのつながりが彼の政治的な仕事の邪魔をしない、ということも理解している。政治における、ほとんどの聖職者たちとは異なって、ニーバー博士はプラグマティストである。民主主義的行動のためのアメリカ人たち(Americans for Democratic Action)のジェームズ・ローブは（次のように）言う「ほとんどのいわゆる自由主義者は、理想主義者である。彼らは自分の心に、自分の頭と共に暴走することを許す。ニーバーは決してそれをしなかった。例えば、いつも彼は、平和主義に対抗する一流の自由主義者であった。私たちが戦争に参戦する前の期間は、平和主義は受けが良かった。彼は（そういう状況に抗って）平和主義に対して、自己の立場を固守したのである。」彼は、マルクス主義の反対者でもあった。
1950年代に入ると、ニーバーの立場は、非常に反共に傾き、そのため上院議員ジョセフ・マッカーシー は、市民の自由を軽視しているが故に悪なのではなくて、社会主義者とその共感者を根絶やしにすることについて無能であるために、悪の勢力なのだと思うようになった。 1953年には彼はローゼンバーグ夫妻は、処刑されるべきだと考え、「売国奴たちは、決して通常の犯罪者ではない。ローゼンバーグ夫妻は獰猛かつ忠実な社会主義者であることは極めて明白である。原子爆弾に関わる秘密を盗むことは、前例のない犯罪だ。」と述べた。

## 人種と他の宗教に対する見解
彼の見解は、牧師としての在任したデトロイトでの期間のうちに発展した。デトロイトは、アメリカでも有数の産業の街として、移民たち、出稼ぎ労働者たちの集まる、競争と発展の場所であった。1920年代、急速な社会の変化に脅かされた職を求める人々を受け入れたデトロイトにおいて、ニーバーは厳しくクー・クラックス・クランの増長を非難した。クランは、反-黒人、反-ユダヤ、反-カトリックの立場を示した。ニーバーはクランを戒め、特に1925年の市長選挙に際しては特に強く戒め、全国的な注目を集めた。

### カトリシズム
20世紀初頭から続く、東欧・南欧からの多くのカトリック教徒の移民が、1920年代に増加したのに関連して、反カトリシズムの波はデトロイトに押し寄せた。それはクー・クラックス・クランの復活によって、悪化させられ、クランは、多くの構成員をデトロイトで補充した。ニーバーは社会的多元性をクランを非難することで守った。1925年のデトロイト市長選挙中、ニーバーの教会における説教「私たちは、公平な心のプロテスタントであることを決して否定できない。」は、「デトロイトタイムズ」「フリープレス」の二つの新聞の第一面に印刷された。この説教は、市長候補チャールズ・ボールズに対して、人々に反対投票をするよう駆り立てた。この候補者は、公然とクランの支援を受けていたからである。カトリックの現職市長、ジョン・W・スミスは、30,000票の僅差で当選した。クランを厳しく非難することで、、デトロイトにおけるクランの政治的勢力を減衰させた。 
ニーバーの説教は下記のとおり。:
| 「 | よりにもよってプロテスタンティズムが、人々の宗教的傲慢と偏見が発展して結果生じる、個別的な社会現象の中でも最悪のものの１つであるクー・クラックス・クランを作り出してしまったこと……。多くの宗教が周期的に偏狭さによって堕落するということを私は否定します。しかし、現時点において私はプロテスタントの偏狭さを最も厳格に非難します、なぜならそれは、図らずも我々の自身の罪であり、他の人々の罪を嘆いても仕方がないからです。どうか、私たちに自分たちの罪を嘆かせてください……。人間をその起源からではなく、その実によって判断しなさい と、私たちは聖書の言葉によって忠告を受けます。私たちの実とは私たちの人格であり、行為であり、業績です。 | 」 |

### 人種
人種の正義についてのニーバーの思想は、彼が社会主義を廃棄した後、徐々に発展した。彼は、社会の不公平は、人間の傲慢さと自己愛に起因すると考え、生まれながらの悪への傾向は人類には制御することができないものと考えた。しかし、彼は議会制民主主義が社会の病を良化させるかもしれないと考えた。エドマンド・バークのように、ニーバーは押しつけられた変化に対する自然の進化(の優位)を認めており、理論よりも経験を重視した。ニーバーのバークイデオロギーはしばしば、彼のもつ自由主義的な諸原理と食い違い、とりわけ彼の人種上の正義についての認識において相克を生んだ。人種的な不平等に反対する一方で、ニーバーは人種の分離については、保守的な立場を受け入れた。 第二次世界大戦の後、多くの自由主義者は人種差別撤回を支持する一方で、ニーバーは、機会の均等に重点的に取り組んだ。彼は、暴力に帰着するかもしれない急激な変化を牽制した。1960年代、平和的なデモ活動に続いて生じた暴力は、ニーバーに平等を強いることに反対する彼の立場を破棄させるに至った。北部のゲットーの問題を経験したことは後に、彼に（社会的）平等を達成することについて疑いを持たせた。

### マーティン・ルーサー・キング・ジュニア
「バーミングハム刑務所からの手紙」において、マーティン・ルーサー・キング・ジュニアは以下のように書いた。「個人は倫理的な光を見ると、自発的にその不公平な態度を放棄する可能性がある。しかし、ライホルド・ニーバーが私に思い出させたように、集団は個人よりも不道徳に陥りやすい傾向をもっているのである。」キングは、ニーバーの社会的・倫理的理念を高く評価し、彼自身を非暴力主義へ駆り立てた原因としては、ガンディーの模範例よりも、ニーバーとパウル・ティリッヒの影響が大きいと考えた。 しかし一方で、ニーバーは南部の白人社会に対して友好的であり、公民権運動に対して、積極的な支援者ではなく、キングによって依頼された請願書へのサインを拒んでいる。

### ユダヤ教
若きデトロイトの牧師として、彼はユダヤ人のキリスト教への改宗を好み、福音派キリスト教徒の反ユダヤ主義やユダヤ人を無視する態度を非難した。彼は、「キリスト教徒らしくない態度」を非難し、彼の仲間のキリスト教徒たちが示す「ユダヤ人への偏狭さ」こそが、「キリスト教徒らしくない」態度であると、反対した。 1933年「キリスト教の世紀」の記事は、彼のキリスト教コミュニティの内部に向けた、ヒトラーの「ユダヤ人の文化的せん滅」に対する警鐘であった。 最終的に、ニーバーは彼の神学を発展させ、キリスト教徒がユダヤ人をキリスト教徒に改宗させようと努力することは不適切であると主張した初めての著名なキリスト教神学者となった。
説教師として、著述家として、リーダーとして、そして政治の有力者に対するアドバイザーとして、ニーバーは、シオニズム運動と、イスラエル建国を支援した。彼の反ユダヤ主義の解決策は、ユダヤ人の祖国と、優れた寛容さと、各国における（民族的）同化の組み合わせであった。彼の立場は、彼の宗教的な信条「地上の生命はいつも不完全である」と関係していたかもしれない。そして、ドイツにおける反ユダヤ主義への懸念とも関係があった可能性がある。

## アメリカの歴史への見解
1952年『アメリカ史の皮肉』の中で、ニーバーはアメリカの過去が持つ意味を考察した。ニーバーは、アメリカの歴史を、その功績の点から、もしくはキリスト教徒の歴史として判断した場合、人間味のある「皮肉な」解釈が信用に値するかどうかを問うた。ニーバーの「皮肉」の概念とは、「行為の結果が、初めの意図から全く反対のものになる」という状況をさし、「（意図と結果の）不均衡の基本的な原因は、行為者自身もしくは、もともとの目的に内在する」とされる。アメリカの歴史についての彼の解釈は、この概念に基づいており、キリスト教的な観点にも関わらず、解釈が深く歴史的事象に根付いているために、読者が彼の宗教的見解を共有していなくても、同じ結論へと導くことができるのである。理想主義にとって、ニーバーは強敵であった。アメリカの理想主義は2つの形態をとるとニーバーは考えた。1つ目は、反戦の理想を掲げる非-干渉主義者で、権力によって困惑させられるタイプ。2つ目は戦争賛成の帝国主義者で、権力を美徳により偽装するタイプである。非-干渉主義者は軍事的行動を非難するか、はっきりとした道徳的な行動を要求することによって、彼らの魂の純粋性を保護しようと努める（この時ニーバーが念頭に置いていたであろう牧師ハリー・エマースン・フォスディックを名指しすることは無かった）。彼ら非-干渉主義者は、アメリカの犯す罪を大げさに言うのに、アメリカの敵の悪は弁護する、そして論客の発言の後には不回避的にアメリカをまず責める、とニーバーはいう。この彼らのやり方は、現実問題に直面するのを拒否する宗教的方法であると主張した。

## ニーバーの祈り(Serenity Prayer)
ニーバーの祈り（平安の祈りとも呼称される）の作者として知られている。

## 影響と評価
ニーバーは、第二次世界大戦直後の数年、プロテスタント主流派の聖職者たちに、重大な影響を与えた。プロテスタント主流派のほとんどが新正統主義と歩みをともにし、新正統主義の運動にも同調していた。この影響力が衰え始め、晩年には急激に落ち込んでしまった。歴史家アーサー・M・シュレジンジャーJr.は、ニーバーの功績を、彼を必要とした両陣営、自由主義者・保守主義者たちの間で、ニーバーについて議論が戦わされたことである、としている。キング牧師は、ニーバーの影響力を称賛した。外交政策の保守派陣営は、倫理的現実主義の例として、冷戦の間の封じ込め政策のニーバーの支援を指摘する。革新派陣営は、彼の活動後期のベトナム戦争への反対を引用する。
近年になると、たいていの場合は自由主義プロテスタント神学のグループ以外のところで、ニーバーは再び読まれるようになってきた。2008年のアメリカ大統領選挙において、民主・共和両党の候補者が影響を受けたものとしてニーバーに言及した。上院議員のジョン・マケインが、その著書Hard Call で、「良い戦争の対価について明確に理解している、模範とするべき人は著名なニーバーである」 と書いており、大統領バラク・オバマは、ニーバーは「好きな哲学者」 であり、「好きな神学者」である、と語っている。 雑誌Slateのコラムニストのフレッド・カプランは2009年ノーベル平和賞受賞に際してのオバマ大統領の演説は、ニーバーについての「誠実な熟考(reflection)」であったと見なした。
ケネス・ウォルツの国際関係論についての影響力の大きい仕事"Man, the State, and War"は、ニーバーの思想についての言及が含まれている。
ウォルツは政治的現実主義に対するニーバーの貢献を強調し、特に「人間の完成というものの不可能性」の概念を強調した。"アンドリュー・ベースヴィッチの本、『力の限界』では13回もニーバーに言及している。
ベースヴィッチは、ニーバーの謙虚さと、アメリカ人がアメリカの力に魅惑される危険な状態にあった、という意見を強調した。

## 受賞歴
- 生涯にニーバーはいくつかの名誉博士号を受けている。
- 1964年リンドン・ジョンソン大統領は、ニーバーにアメリカにおける文民対象の最高位の勲章の一つ大統領自由勲章を授与した。

## 演説のスタイル
ニーバーはしばしばカリスマ的な演説者であると評された。記者のオールデン・ホイットマンは彼の演説のスタイルについて書いている。「彼は、太くて低い声と、青い大きな瞳を持っていた。彼は自分の手をまるでオーケストラの指揮者のように使った。ときどき人指し指を立てその手を振り回して、歯切れのよい文を際立たせた。彼は、早口で話し、メモも見なかった（理由としては、彼が遠視用の眼鏡を付けるのを嫌ったためである）が、それでも、クライマックスまでの論理の組み立てが巧妙であり、彼の言ったことの情熱的な含みを伝えるという意味においても、巧みだった。」

## 著作及び日本語文献

### 単著
- 1927年『文明は宗教を必要とするか？』Does Civilization Need Religion?: A Study in the Social Resources and Limitations of Religion in Modern Life

栗原基訳『近代文明と基督教』（イデア書院, 1928年）
- 1929年『冷笑家のノートからの数ページ』Leaves from the Notebook of a Tamed Cynic

古屋安雄訳『教会と社会の間で――牧会ノート』（新教出版社, 1971年）
- 1932年Moral Man and Immoral Society: A Study in Ethics and Politics

武田清子・高木誠訳『道徳的人間と非道徳的社会』（河出書房新社, 1960年）
大木英夫訳『道徳的人間と非道徳的社会』（白水社, 1998年）ISBN 4560024030
千葉眞訳『道徳的人間と非道徳的社会』岩波文庫, 2024年。ISBN 9784003860373
- 1934年Reflections on the End of an Era
- 1935年『キリスト教倫理の解釈』An Interpretation of Christian Ethics

上與二郎訳『基督教倫理』（新教出版社, 1949年）
- 1937年Beyond Tragedy: Essays on the Christian Interpretation of History
- 1937年Do the State and Nation Belong to God or devil?: Being the Burge Memorial Lecture for the Year 1937
- 1940年Christianity and Power Politics
- 1940年Europe's Catastrophe and the Christian Faith
- 1941年The Nature and Destiny of Man: A Christian Interpretation, vol. 1, "Human Nature"

武田清子訳『キリスト教人間観（1）人間の本性』（新教出版社, 1951年）
- 1943年The Nature and Destiny of Man: A Christian Interpretation, vol. 2, "Human Destiny"
- 1942年Jews after the War
- 1944年The Children of Light and the Children of Darkness: A Vindication of Democracy and a Critique of its Traditional Defence

武田清子訳『光の子と闇の子―キリスト教人間観によるデモクラシー及びマルキシズムの批判』（聖学院大学出版会, 1994年）ISBN 4915832031
- 1946年Discerning the Signs of the Times: Sermons for Today and Tomorrow
- 1949年Faith and History: A Comparison of Christian and Modern Views of History

飯野紀元訳『信仰と歴史』（新教出版社, 1950年）
- 1952年The Irony of American History

オーテス・ケーリ訳『アメリカ史の皮肉』（社会思想研究会出版部, 1954年）
大木英夫・深井智朗訳『アメリカ史のアイロニー』（聖学院大学出版会, 2002年） ISBN 4915832449
- 1953年The Moral Implications of Loyalty to the United Nations
- 1953年Christian Realism and Political Problems
- 1955年The Self and the Dramas of History

オーテス・ケーリ訳『自我と歴史の対話』（未來社, 1964年）
- 1958年Pious and Secular America
- 1958年The World Crisis and American Responsibility: Nine Essays

飯野紀元訳『共産主義との対決』（時事通信社, 1961年）
飯野紀元訳『世界の危機とアメリカの責任』（外交知識普及会, 1962年）
- 1958年The Godly and the Ungodly: Essays on the Religious and Secular Dimensions of Modern Life
- 1959年Essays in Applied Christianity
- 1959年The Structure of Nations and Empires: A Study of the Recurring Patterns and Problems of the Political Order in Relation to the Unique Problems of the Nuclear Age
- 1965年Man's Nature and his Communities: Essays on the Dynamics and Enigmas of Man's Personal and Social Existence

津田淳・坪田一訳『人間の本性とその社会』（北望社, 1969年）
- 1971年The Contribution of Religion to Social Work
- 1976年Justice and Mercy, ed. by Ursula M. Niebuhr

梶原寿訳『義と憐れみ――祈りと説教』（新教出版社, 1975年）

### 共著
- 1930年Ventures in Belief: Christian Convictions for a Day of Uncertainty
- 1963年A Nation So Conceived: Reflections on the History of America from its Early Visions to its Present Power, with Alan Heimert
- 1969年The Democratic Experience: Past and Prospects, with Paul E. Sigmund

### 編著
- 1968年Faith and Politics: A Commentary on Religious, Social, and Political Thought in a Technological Age